# Дельта (буква)
Δ, δ (название: де́льта, греч. δέλτα) — 4-я буква греческого алфавита. В системе греческой алфавитной записи чисел имеет числовое значение 4. Происходит от финикийской буквы 𐤃 — делт, название которой означало «дверь» или «вход в палатку». От буквы дельта произошли латинская буква D и кириллическая Д.
В древнегреческом языке дельта произносилась как взрывной [d], в современном греческом произносится как [ð] (английское th в слове this).

## Использование
Прописная буква Δ используется как символ для обозначения:
- изменения или различия между значениями переменных (например, температуры: {\displaystyle \Delta T}), обычно конечного;
- дифференциального оператора Лапласа;
- любой из дельта-частиц в физике элементарных частиц;
- в электронике существует ΔΣ-модуляция;
- 4-й квадры в соционике;
- Плотность заряжания во внутренней баллистике.

Строчная буква δ используется как символ для обозначения:
- малого изменения значения переменной, точнее — обозначение неполного дифференциала (или вариации), в отличие от полного, обычно обозначаемого латинской буквой d;
- символа Кронекера в точных науках;
- G-дельта-множество;
- дельта-функции Дирака в математике;
- отклонения в инженерной механике;
- коэффициент общей полноты (в судостроении)
- в астрономии
  - четвёртая по яркости звезда в созвездии;
  - одна из двух небесных координат — склонение
- химический сдвиг (ядерный магнитный резонанс).
- удаления при читке корректуры (используется ещё с классических времён).
- толщина (в физике)[источник не указан 1969 дней].
- {\displaystyle \delta _{S}} — серебряное сечение.
- Для обозначения частичного условного заряда в химии (например в молекуле воды: Hδ+—Oδ-—Hδ+).

Также с греческой буквой сходны другие символы, употребляемые в математике:
- Символ оператора набла — ∇ ({\displaystyle \nabla }). Ввёл этот оператор и придумал для него символ в виде перевёрнутой греческой буквы Δ (дельта), назвав символ словом «атлед» (слово «дельта», прочитанное наоборот) В. Р. Гамильтон (позднее британские учёные, в том числе О. Хевисайд, стали называть этот символ «на́бла» из-за сходства с остовом древнеассирийского музыкального инструмента наблы, а оператор получил название оператора Гамильтона, или оператора набла).
- Обозначение частной производной — ∂ ({\displaystyle \partial }).